# Cyclosorus prismaticus
Cyclosorus prismaticus là một loài thực vật có mạch trong họ Thelypteridaceae. Loài này được (Desv.) Tardieu mô tả khoa học đầu tiên năm 1958.